# St. Anna (Großgräfendorf)

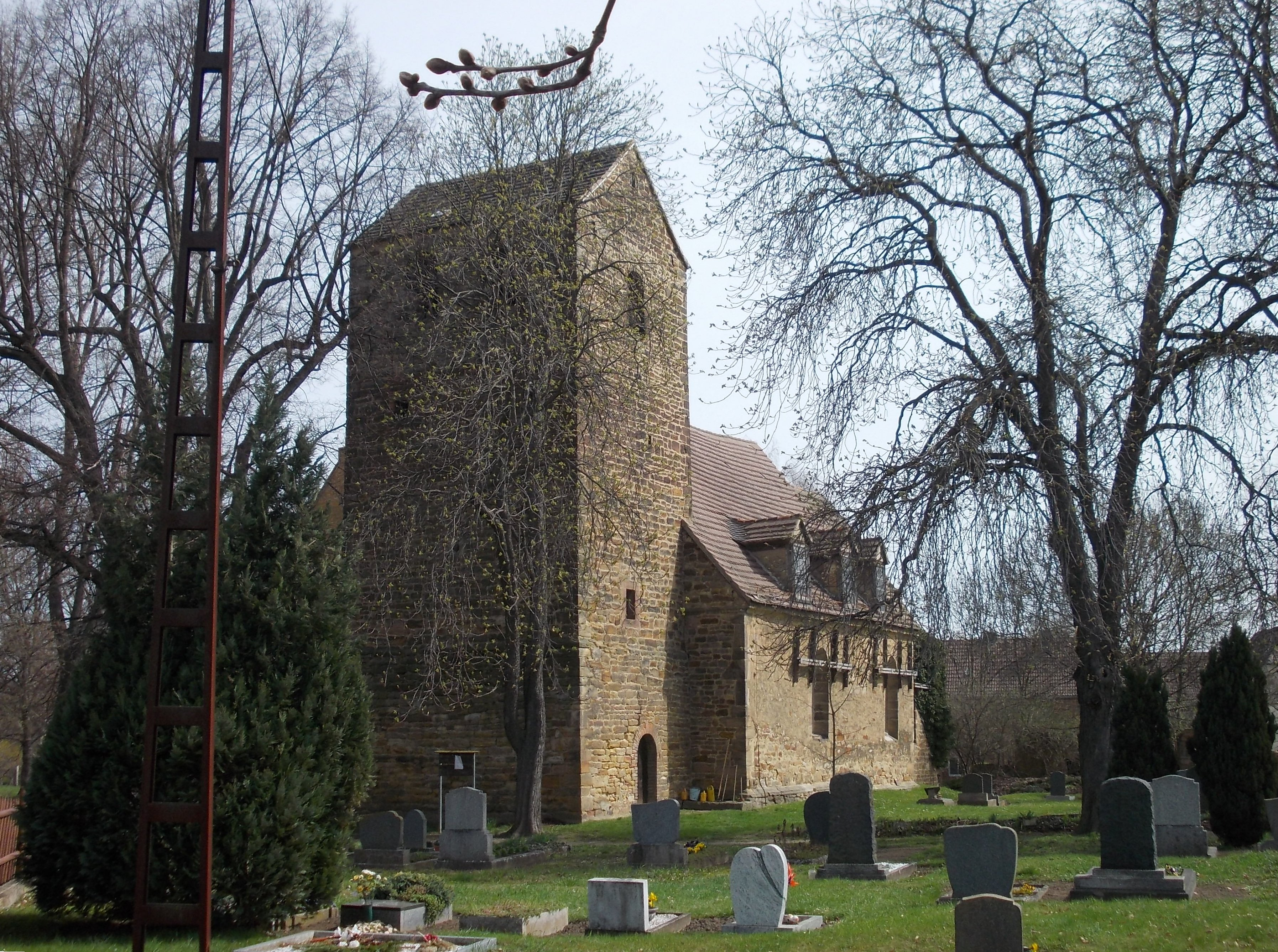
St. Anna in Großgräfendorf

St. Anna ist eine denkmalgeschützte evangelische Kirche im Ortsteil Großgräfendorf der Stadt Bad Lauchstädt in Sachsen-Anhalt. Im örtlichen Denkmalverzeichnis ist sie unter der Erfassungsnummer 094 20017 als Baudenkmal verzeichnet. Sie gehört zum Pfarramt Schafstädt im Kirchenkreis Merseburg der Evangelischen Kirche in Mitteldeutschland.
Die Kirche St. Anna steht an der Dorfstraße des Ortes und ist der heiligen Anna, der Mutter Marias, geweiht. Die Kirche ist über 800 Jahre alt und erhielt bei einem Umbau vor über 500 Jahren eine Eingangshalle.
In direkter Nachbarschaft zur Kirche steht das ehemalige Pfarrhaus.